# Mothership
Mothership är ett samlingsalbum av Led Zeppelin och släpptes 2007. Låtarna är tagna från samtliga deras album från 1968 till 1979.

## Låtlista

### Skiva 1
1. "Good Times Bad Times" (Led Zeppelin) (John Bonham/John Paul Jones/Jimmy Page) - 2:47
2. "Communication Breakdown" (Led Zeppelin) (Page/Jones/Bonham) - 2:28
3. "Dazed and Confused" (Led Zeppelin) (Page) - 6:28
4. "Babe I'm Gonna Leave You" (Led Zeppelin) (Anne Bredon/Page/Robert Plant) - 6:41
5. "Whole Lotta Love" (Led Zeppelin II) (Page/Plant/Jones/Bonham/Willie Dixon) - 5:32
6. "Ramble On" (Led Zeppelin II) (Page/Plant) - 4:22
7. "Heartbreaker" (Led Zeppelin II) (Page/Plant/Jones/Bonham) - 4:15
8. "Immigrant Song" (Led Zeppelin III) (Page/Plant) - 2:26
9. "Since I've Been Loving You" (Led Zeppelin III) (Page/Plant/Jones) - 7:23
10. "Rock and Roll" (Led Zeppelin IV) (Page/Plant/Jones/Bonham) - 3:41
11. "Black Dog" (Led Zeppelin IV) (Page/Plant/Jones) - 4:54
12. "When the Levee Breaks" (Led Zeppelin IV) (Page/Plant/Jones/Bonham/Memphis Minnie) - 7:10
13. "Stairway to Heaven" (Led Zeppelin IV) (Page/Plant) - 8:02

### Skiva 2
1. "The Song Remains the Same" (Houses of the Holy) (Page/Plant) - 5:32
2. "Over the Hills and Far Away" (Houses of the Holy) (Page/Plant) - 4:49
3. "D'yer Mak'er" (Houses of the Holy) (Page/Plant/Jones/Bonham) - 4:23
4. "No Quarter" (Houses of the Holy) (Page/Plant/Jones) - 7:00
5. "Trampled Under Foot" (Physical Graffiti) (Page/Plant/Jones) - 5:36
6. "Houses of the Holy" (Physical Graffiti) (Page/Plant) - 4:04
7. "Kashmir" (Physical Graffiti) (Page/Plant/Bonham) - 8:29
8. "Nobody's Fault But Mine" (Presence) (Page/Plant) - 6:16
9. "Achilles Last Stand" (Presence) (Page/Plant) - 10:23
10. "In the Evening" (In Through the Out Door) (Page/Plant/Jones) - 6:51
11. "All My Love" (In Through the Out Door) (Plant/Jones) - 5:53